# Штаб-квартира Русской медной компании
Штаб-кварти́ра Ру́сской ме́дной компа́нии — офисное здание, расположенное в Екатеринбурге по адресу улица Горького, 57. Проект здания разрабатывался компанией Foster + Partners в 2012—2015 годах, строительные работы велись в 2015—2020 годах.

## История
Проект 15-этажного здания штаб-квартиры Русской медной компании под рабочим названием «Diamond Building» разрабатывался компанией Foster + Partners с 2012 года. В 2014 году к проектированию подключалась российская компания «ПМ Востокпроект». Строительные работы начались в 2015 году, генеральным подрядчиком выступила компания «А1».
В 2015 году на заседании градостроительного совета Екатеринбурга высказывались сомнения относительно оптимальности выбранного места под строительство и соответствию выбранной концепции здания окружающей архитектуре. Также была дана рекомендация увеличить этажность здания с 13 до 15 этажей. В итоге проект был утверждён с оговорками.
В сентябре 2020 года здание было сдано в эксплуатацию и стало первым реализованным в России проектом Foster + Partners. Штаб-квартира РМК стала архитектурной доминантой улицы Горького и набережной Исети, пополнив список достопримечательностей Екатеринбурга.

### Награды
В 2021 году в рамках всероссийской инженерно-архитектурной премии «100+ Awards» проект выиграл в номинации «Лучшее нежилое высотное или уникальное здание». В шорт-листе номинации также были Крымский мост, Лахта-центр, спорткомплекс образовательного центра «Сириус», онкоцентр в Химках, мост через канал имени Москвы, а также штаб-квартира Татнефти.
В ноябре 2021 года команда проектировщиков здания получила премию Татищева и де Геннина в номинации «За заслуги в области архитектуры и строительства».

## Архитектура и характеристики
Впервые в России для изготовления монолитных конструкций здания был применён белый бетон в объёме более 7 тыс. м³, как правило используемый в строительстве для отделочных работ. Применение белого бетона привело к увеличению сроков заливки из-за особенностей технологии.
15-этажное здание высотой 87,5 метров рассчитано на 450 человек. Площадь офисных помещений составляет 13 500 м², площадь подземного паркинга — 5000 м². Стоимость здания официально не раскрывается, но оценивается в 12 миллиардов рублей.
Облицовка фасада здания выполнена объёмными панелями, напоминающими структуру кристаллической решётки меди. Цвет также выбран медный. При этом для отделки натуральная медь не использовалась, поскольку со временем она зеленеет. Фасады выполнены из нержавеющей стали, окрашенной специально разработанным для проекта цветом «rosy gold». Угол наклона и схема остекления граней фасадных панелей выбраны таким образом, чтобы отражать солнечные лучи в летний период и пропускать больше света зимой. Это позволило повысить энергоэффективность сооружения. Два верхних этажа отличаются схемой остекления, в центре фасада расположен логотип группы РМК с подсветкой. Благодаря необычной форме фасадов, будто покрытых чешуйками, здание в народе прозвали «ананасом».
Офисные этажи выполнены в виде двухуровневых блоков с рабочими кабинетами и атриумом. Блоки соединены трёхмаршевой Y-образной лестницей.
Здание снабжено автоматизированной системой жизнеобеспечения. Подсистемы освещения, кондиционирования и электроснабжения включаются в рабочее время, получая сигналы от датчиков движения, и переходят в режим энергосбережения за его пределами.

## Галерея

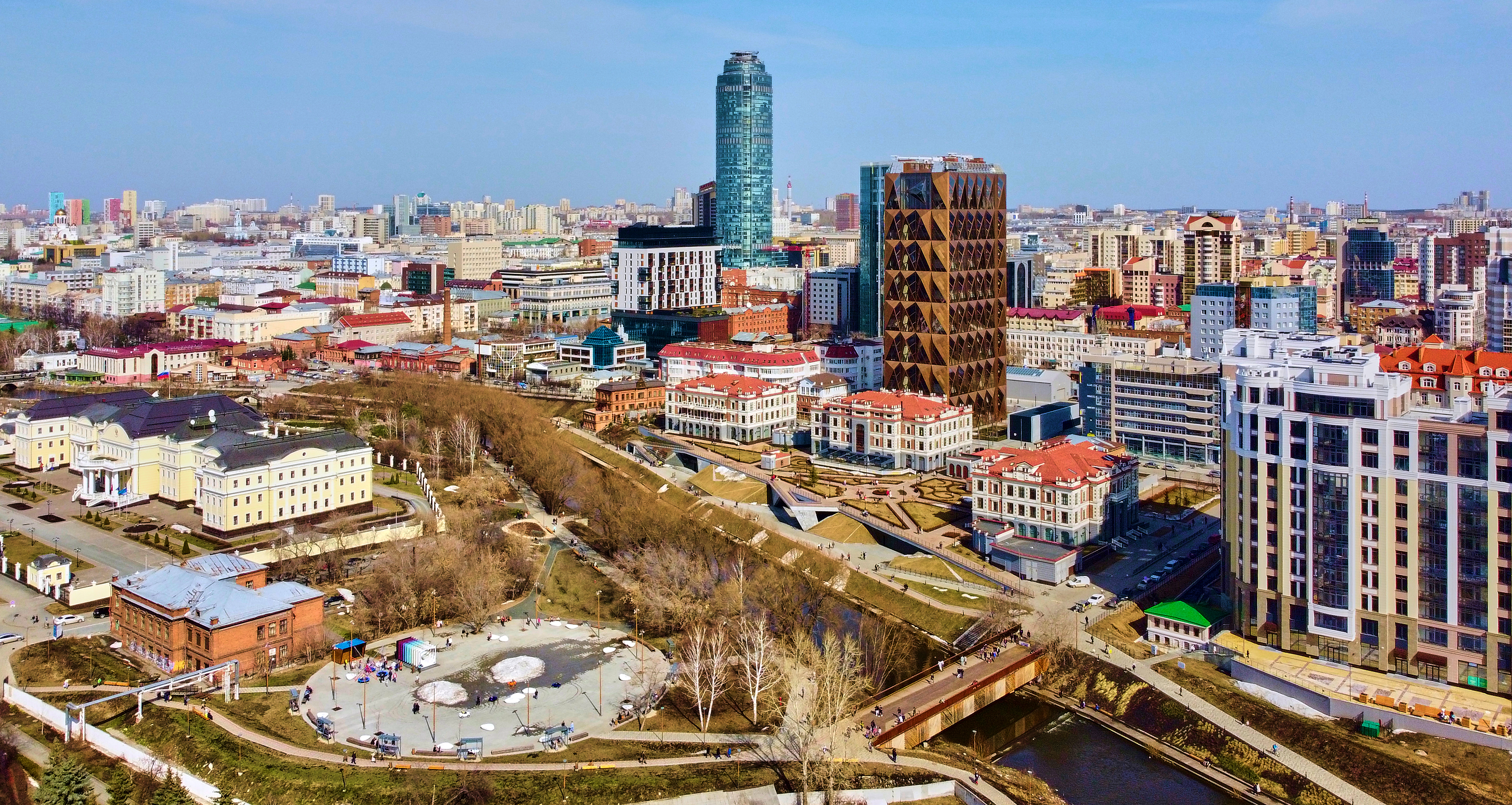
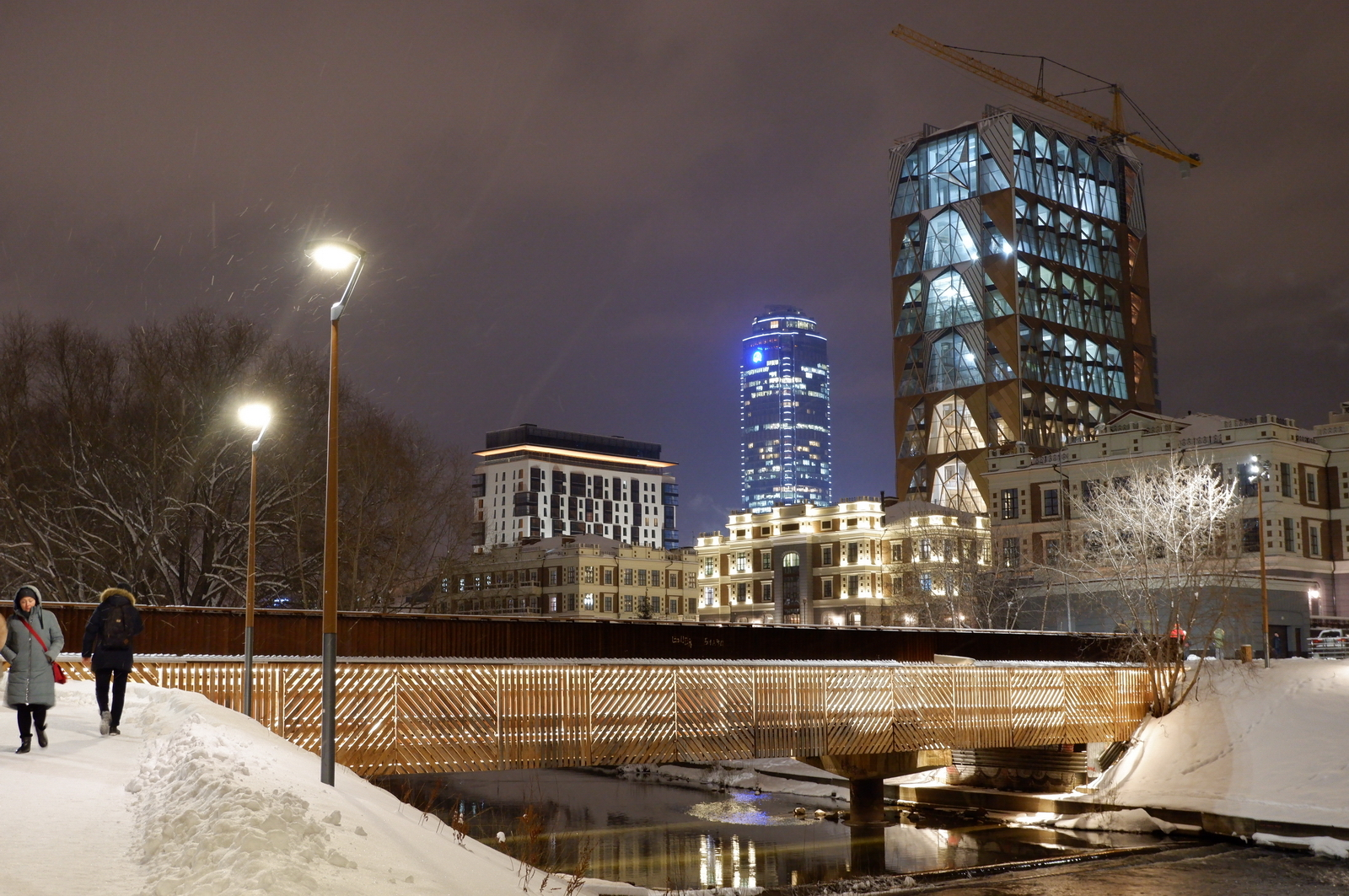
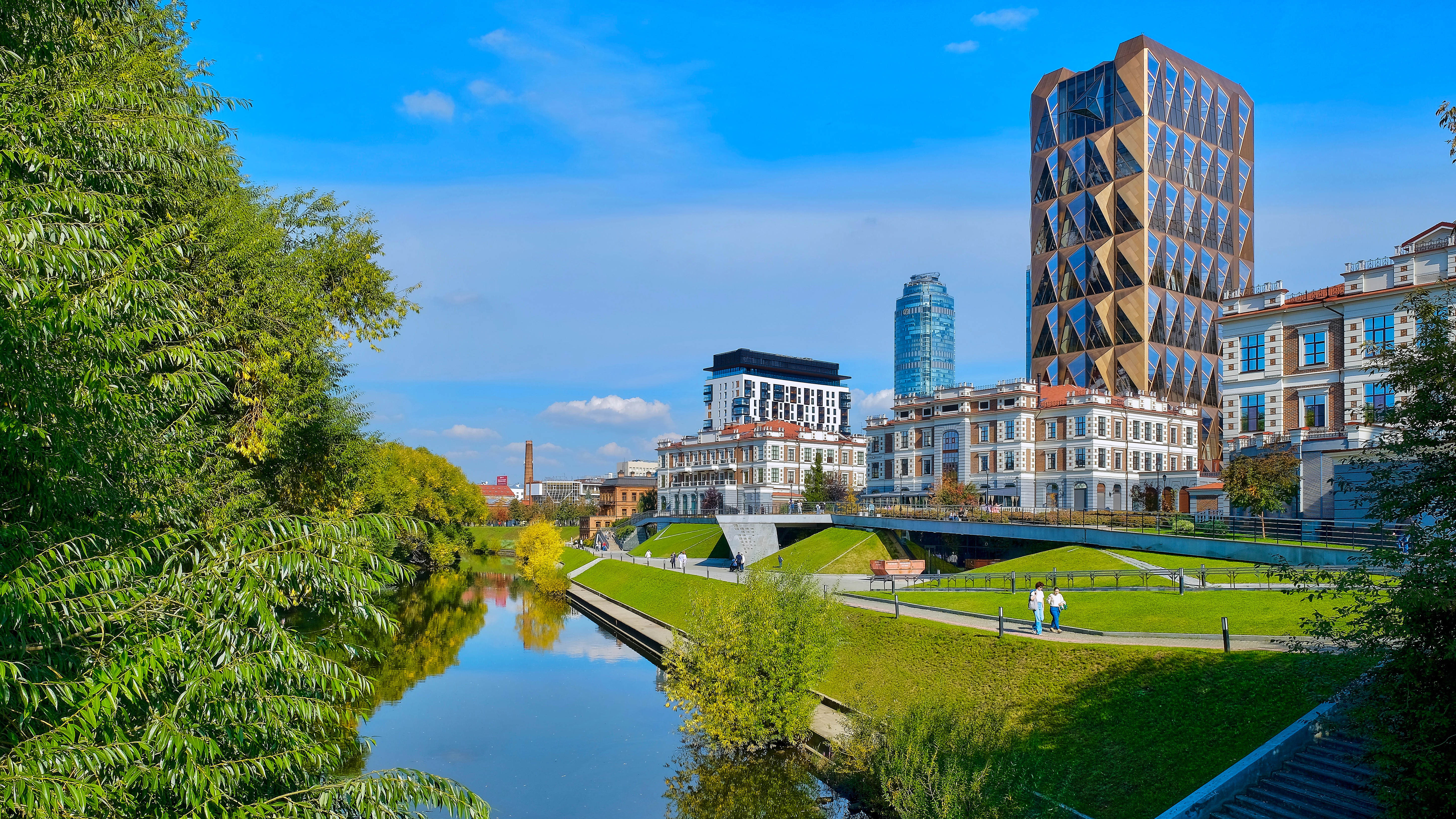
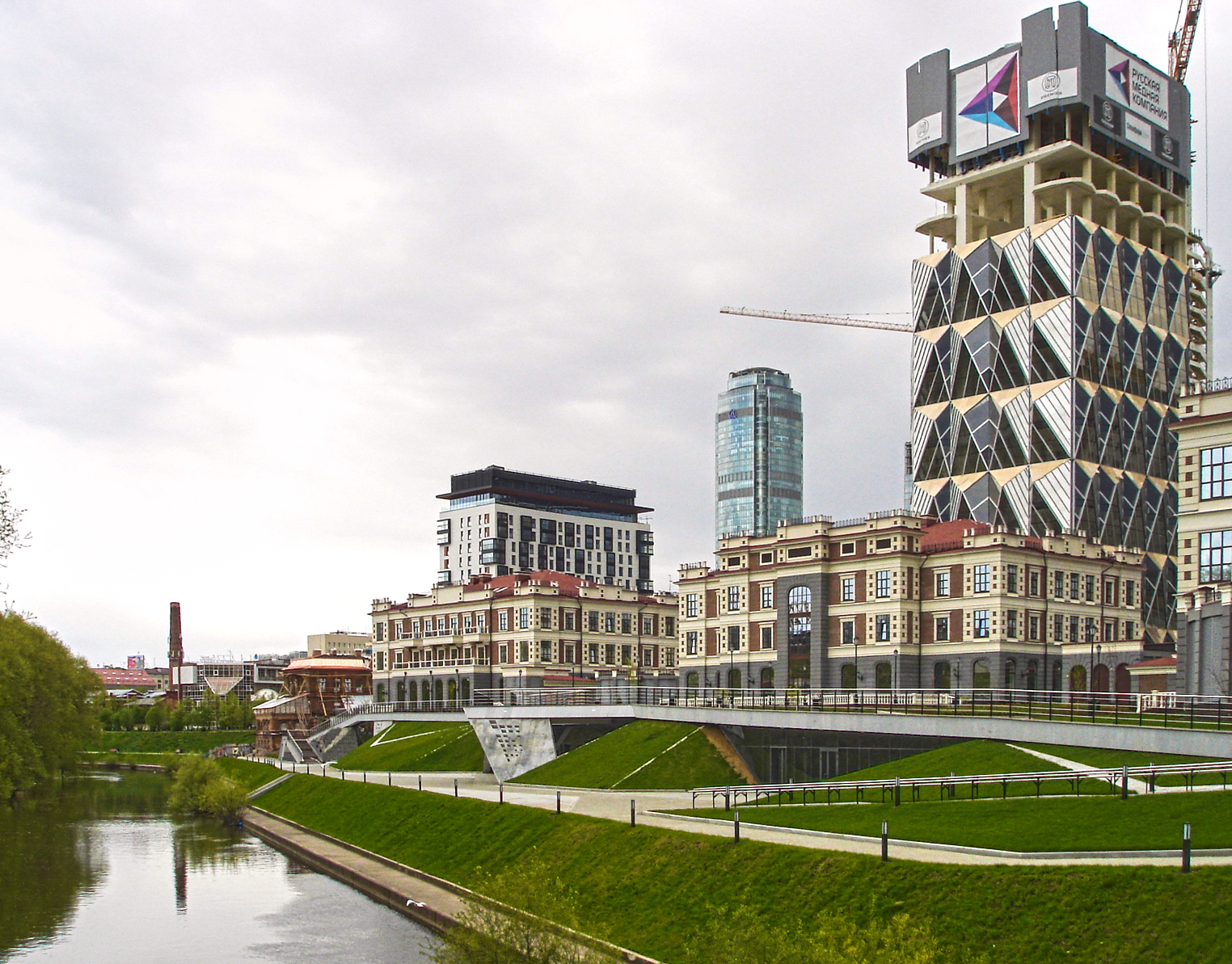
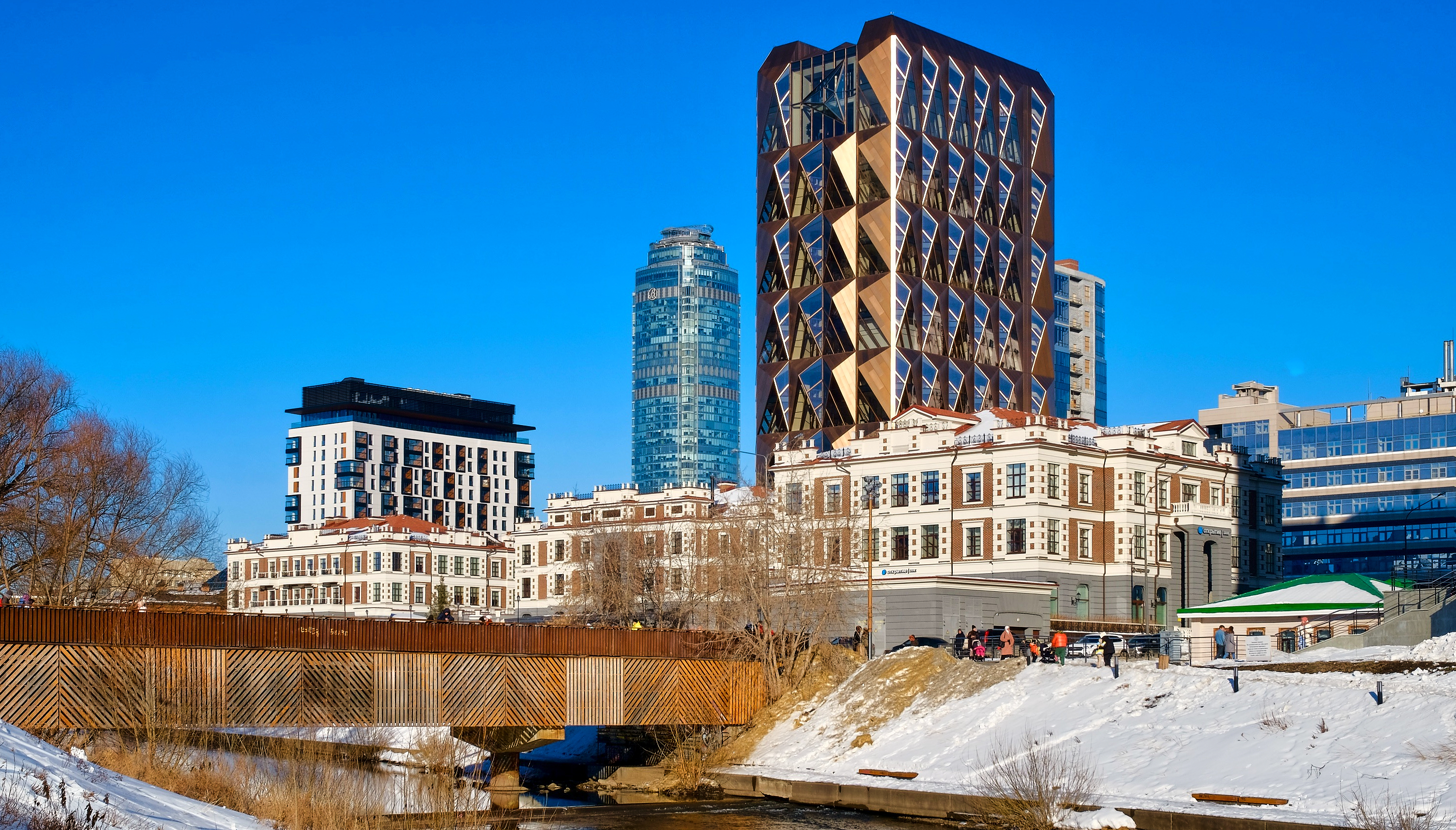
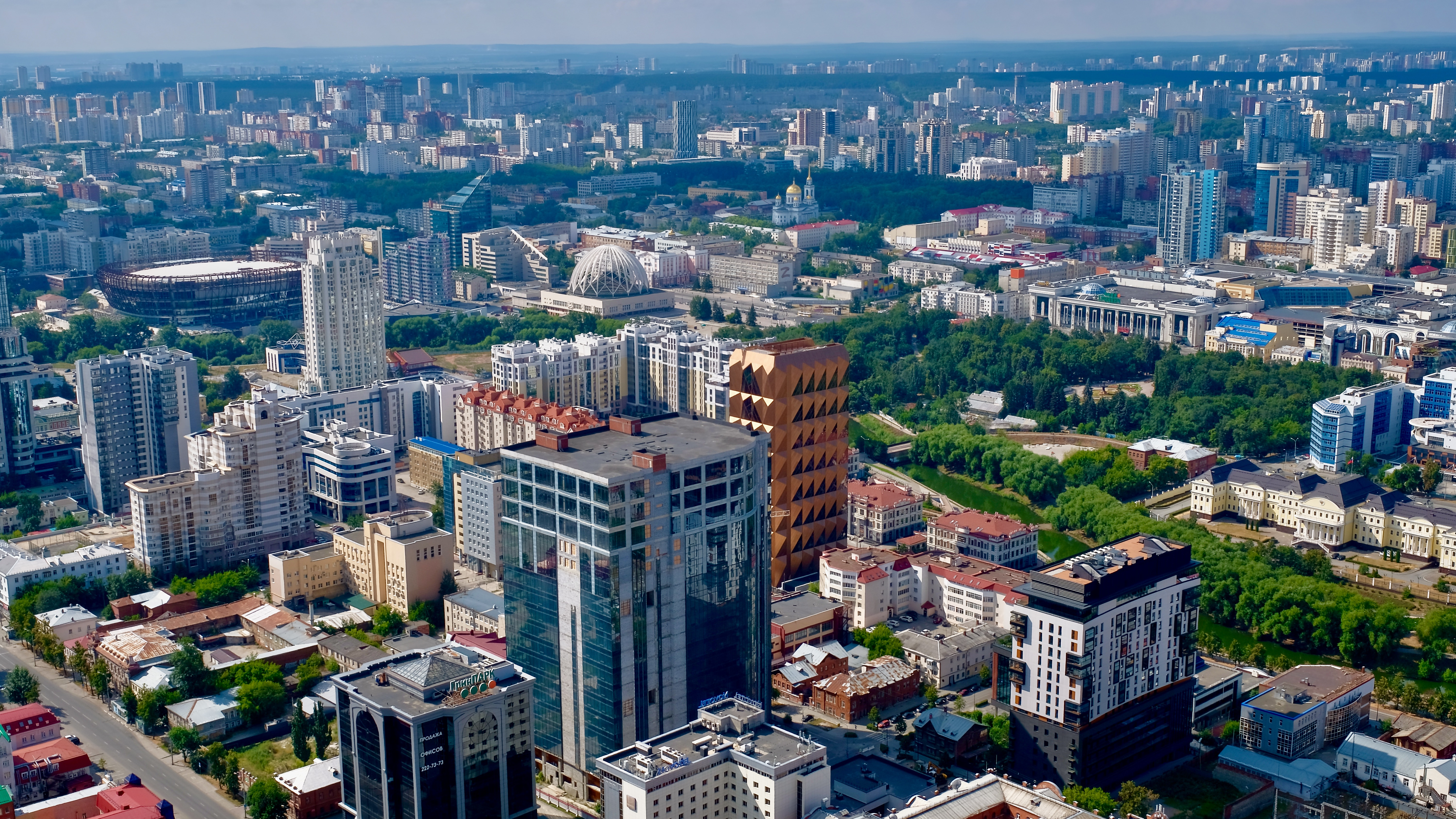